# Mychajliwka (hromada Bratśke)
Mychajliwka (ukr. Михайлівка) – wieś na Ukrainie, w obwodzie mikołajowskim, w rejonie wozniesieńskim, w hromadzie Bratśke. W 2001 liczyła 96 mieszkańców.